# 障害者政策委員会
障害者政策委員会（しょうがいしゃせいさくいいんかい）は、障害者基本計画の策定または変更に当たって調査審議や意見具申を行うとともに、計画の実施状況を監視や勧告を行うことを目的として、内閣府に設置された機関である。2011年の障害者基本法の改正により、これまでの中央障害者施策推進協議会に代わって設置された（施行は2012年5月21日）。

## 概要
委員は、30人以内とし、障害者、障害者の自立及び社会参加に関する事業に従事する者並びに学識経験者のうちから、内閣総理大臣が任命する。
委員の任期は2年であり、委員長は委員の互選によって選ばれる。専門の事項を調査させるため必要があるときは、専門委員を置くことができる。